# Air Jordan

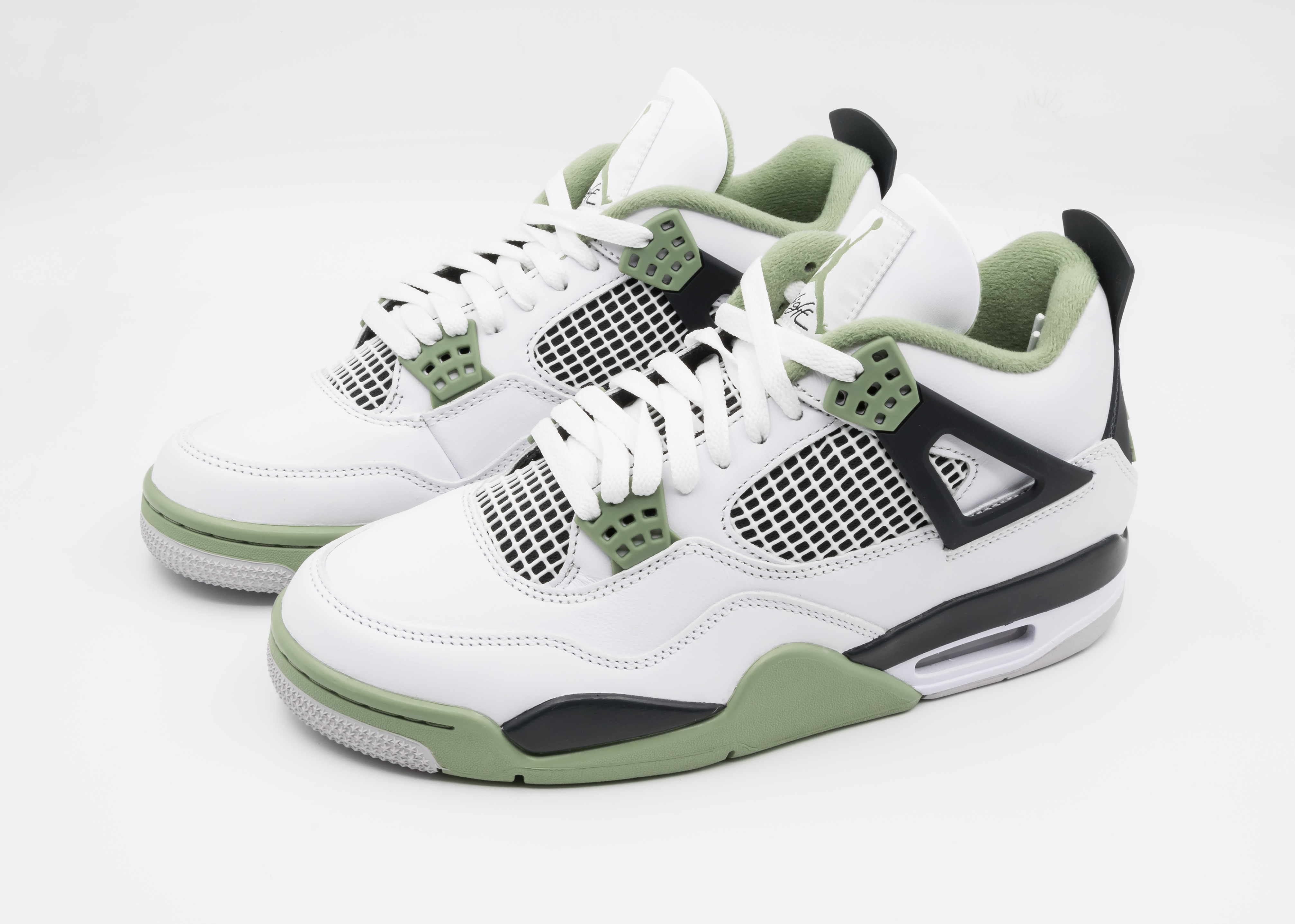
Nike Air Jordan 4 Seafoam

Air Jordan – linia sportowych butów firmy Nike, sygnowana nazwiskiem Michaela Jordana, przeznaczonych dla koszykarzy. 

## Historia
Pierwszy model Air Jordan I został wyprodukowany w 1985. Łącznie, do 2020, powstały 34 modele butów sygnowanych nazwiskiem Michaela Jordana Air Jordan. 
Współcześnie za produkcję butów z serii Air Jordan odpowiada firma Jordan Company, wydzielona część koncernu. Nike oficjalnie twierdzi, że nie produkuje butów i nie zajmuje się produkcją. Same buty produkowane są w Chinach, Indonezji lub Wietnamie przez wielu dostawców.